# Občina Kostanjevica na Krki
Občina Kostanjevica na Krki s središčem v Kostanjevici na Krki, je ena od občin v Republiki Sloveniji. Občina je nastala 1. marca 2006 z izločitvijo iz občine Krško in je ena izmed šestih občin v regiji Posavje.Ta občina ima 28 naselij.
Leta 2013 je občina skupaj z vaško skupnostjo Črneča vas prejela Valvasorjevo častno priznanje za revitalizacijo stavbe nekdanje podružnične šole Črneča vas.

## Naselja v občini
Avguštine, Dobe, Dobrava pri Kostanjevici, Dolnja Prekopa, Dolšce, Črešnjevec pri Oštrcu, Črneča vas, Globočice pri Kostanjevici, Gornja Prekopa, Grič, Ivanjše, Jablance, Karlče, Kočarija, Koprivnik, Kostanjevica na Krki, Male Vodenice, Malence, Orehovec, Oštrc, Podstrm, Ržišče, Sajevce, Slinovce, Velike Vodenice, Vrbje, Vrtača, Zaboršt